# Joker & the Thief
Joker & the Thief (dt. Joker und der Dieb) ist ein Lied der australischen Hard-Rock-Band Wolfmother. Es wurde am 28. Oktober 2006 bei Universal Music als Single ausgekoppelt und wurde durch die Verwendung in diversen Filmen und Sportveranstaltungen bekannt.

## Entstehung
Joker & the Thief wurde für das gleichnamige Debütalbum von Wolfmother in den Sound City Studios im US-amerikanischen Los Angeles aufgenommen. Damit erschien es in der Album-Version am 30. Oktober 2005 in Australien. Als Single wurde es am 28. Oktober 2006 ausgekoppelt.

## Text
Sänger und Gitarrist Andrew Stockdale bezeichnete den Text in einem Interview als „komplett von Bob Dylan übernommen“. Der Text bezieht sich auf die Charaktere Joker und Thief aus Dylans Song All Along the Watchtower, woher auch der Name von Wolfmothers Song kommt.

## Musik

Gitarrenintro

Laut Aussage Stockdales entstand die musikalische Idee zu dem Stück, nachdem er Thunderstruck von AC/DC gehört hatte. Davon inspiriert wollte er einen „Rocksong für Stadien“ entwickeln, wobei er auf das Intro kam. Gemeinsam mit den anderen Bandmitgliedern wurde dann die Strophe entwickelt, die besonders eingängig sein sollte.
Bei einer Spieldauer von 4:40 min besteht das Lied aus 178 Takten und ungefähr 148 Viertelnoten pro Minute. Die ersten vier Takte spielt die Gitarre alleine das Intro, bis Takt zwölf setzt die Hi-Hat des Schlagzeugs ein. Bis Takt 36 wird das Intro von einem Keyboard und dem Bass begleitet, in Takt 25 ändert sich die Gitarrenstimme von der Intro- in die Strophenmelodie. Danach folgen zwei Strophen mit jeweils zwölf Takten Länge. Der anschließende Refrain dauert ebenfalls zwölf Takte, gefolgt von einem achttaktigen Zwischenteil. Nach zwei weiteren Strophen und einem Refrain folgt ein instrumentales Teil über 42 Takte. Eine Variation der Strophe bildet den Abschluss des Stückes.

## Verwendung

### Sport
Insbesondere in der US-amerikanischen Profieishockeyliga NHL benutzten einige Vereine das Lied oder tun dies noch immer. So benutzen die Vancouver Canucks und die New York Rangers den Song, wenn ein Powerplay für das eigene Team ansteht, letzterer hatte das Lied zwischen 2007 und 2009 auch als Einlaufmusik. Bei den Chicago Blackhawks findet es als Musik für die Auszeit Verwendung. Sowohl der SC Freiburg, als auch der SK Rapid Wien spielen diesen Song als Einlaufmusik in der deutschen Fußball-Bundesliga bzw. österreichischen Fußball-Bundesliga ein.

### Film
Jackass: Nummer Zwei verwendete das Stück während des so genannten Lake Jumps. Im 2007 erschienenen Film Shrek der Dritte fand das Lied ebenfalls Verwendung. Auch in Shoot ’Em Up und Hangover benutzte man das Lied, in letzterem fand es in einer Casinoszene Verwendung.

### Computerspiele
Das Lied ist unter anderem Teil der Soundtracks von Need for Speed: Carbon, NHL 14 und Dirt 4.

### Werbung
Der Song wurde in einer TV-Werbung für die Spirituose Jägermeister verwendet.

### Fernsehen
In der fünften Folge der vierten Staffel von Preacher wird der Song gegen Ende der Episode verwendet. In dieser Szene wird gezeigt, wie sich Cassidy dazu entschlossen hat, Tulip zu begleiten, während im Hintergrund der Engel und der Dämon gegeneinander kämpfen. Die gesamte Szene wird in Zeitlupe dargestellt.

## Musikvideo
Das Musikvideo wurde während eines Auftrittes in der australischen Stadt Sydney gedreht. Neben Aufnahmen des eigentlichen Auftrittes sind Backstageszenen verwendet worden, in denen die Darsteller der Serie Jackass zu sehen sind. Dabei werden die für die Sendung typischen Stunts gezeigt.

## Rezeption

### Rezensionen
Stephen Thomas Erlewine von Allmusic schreibt in seiner Rezension, dass sich am Beispiel von Joker & the Thief eine gewisse Naivität erkennen lasse. So erinnere ihn das Intro des Liedes stark an das Gitarrenriff von Soundgardens Rusty Cage.
Für Laut.de schreibt Vicky Butscher, dass sich der Song langsam aufbaue und im Refrain den Höhepunkt der Energie erreiche.

### Auszeichnungen
Die Single wurde bei den MTV Australia Awards in drei Kategorien nominiert, konnte jedoch keinen dieser Preise gewinnen. In den Kategorien für das Video des Jahres und das beste Rock-Video unterlag man The Kill von 30 Seconds to Mars, in der besten Gruppe waren die Red Hot Chili Peppers mit Dani California erfolgreich.

## Kommerzieller Erfolg

### Chartplatzierungen
Die höchste Chartplatzierung wurde in Australien, dem Heimatland der Band, erreicht, wo man sich 29 Wochen in den Charts mit einem zwischenzeitlichen achten Platz halten konnte. In Großbritannien war das Lied für eine Woche auf Platz 64 der Charts vertreten. In den US-amerikanischen Billboard-Charts erreichte die Single außerdem Platz 31 in der alternativen Kategorie.
| ChartsChartplatzierungen     | Höchstplatzierung | Wochen |
| ---------------------------- | ----------------- | ------ |
| Australien (ARIA)            | 8 (29 Wo.)        | 29     |
| Vereinigtes Königreich (OCC) | 64 (1 Wo.)        | 1      |

| ChartsJahrescharts (2006) | Platzierung |
| ------------------------- | ----------- |
| Australien (ARIA)         | 69          |

### Auszeichnungen für Musikverkäufe
| Land/Region                  | Auszeichnungen für Musikverkäufe (Land/Region, Auszeichnung, Verkäufe) | Verkäufe |
| ---------------------------- | ---------------------------------------------------------------------- | -------- |
| Australien (ARIA)            | Gold                                                                   | 35.000   |
| Neuseeland (RMNZ)            | Platin                                                                 | 30.000   |
| Vereinigtes Königreich (BPI) | 2× Silber                                                              | 200.000  |
| Insgesamt                    | 1× Silber · 1× Gold · 1× Platin ·                                      | 265.000  |